# Чиновник (богослужбова книга)
Чиновник — богослужбова книга, призначена для Архієрейського богослужіння. Крім послідовностей літургії містить послідовності чину рукоположення і присвят, освячення храму та антимінсів і деякі інші.

## Історія
У Візантії книгою, яка містила чинопослідування Архієрейського богослужіння, був Євхологій; на Русі рукописи Євхологія (в слов'янській, традиції розділяється на Служебник і Требник), пристосовані для Архієрейського богослужіння, називали «святительський служебник». З середини XVII століття за єпископською редакцією Євхологія закріпилася назва Чиновник архієрейський (в слов'янських Церквах) або Архієратікон (в грецьких Церквах).

## Друковані видання
Перші православні друковані видання:
- Слов'янські — Венеція, 1538—1540; Москва, 1600, 1610, 1668, 1677[3], 1688, 1721, 1722, 1760, 1798;
- Грецькі — Венеція, 1714 (перевиданий у 1773, 1777, 1778); Константинополь, 1820.

Перші друковані греко-католицькі видання: Супрасль, 1716 (під назвою: «Понтіфікал, си єсть Служебник святительський»); Унів, 1740; Супрасль, 1793. У 1910 р.
В Москві з благословення Святійшого Синоду був надрукований єдиновірний Чиновник.
Основними богослужбовими книгами, що регламентують звершення Архієрейського богослужіння в теперішній, час, є:
- в УПЦ — Послідовність архієрейського священнослужіння (Київ, 2002);
- в грецьких Церквах — грец. Άρχιερατικόν. (Афіни, 1999)[2]